# Zdeněk Měšťan

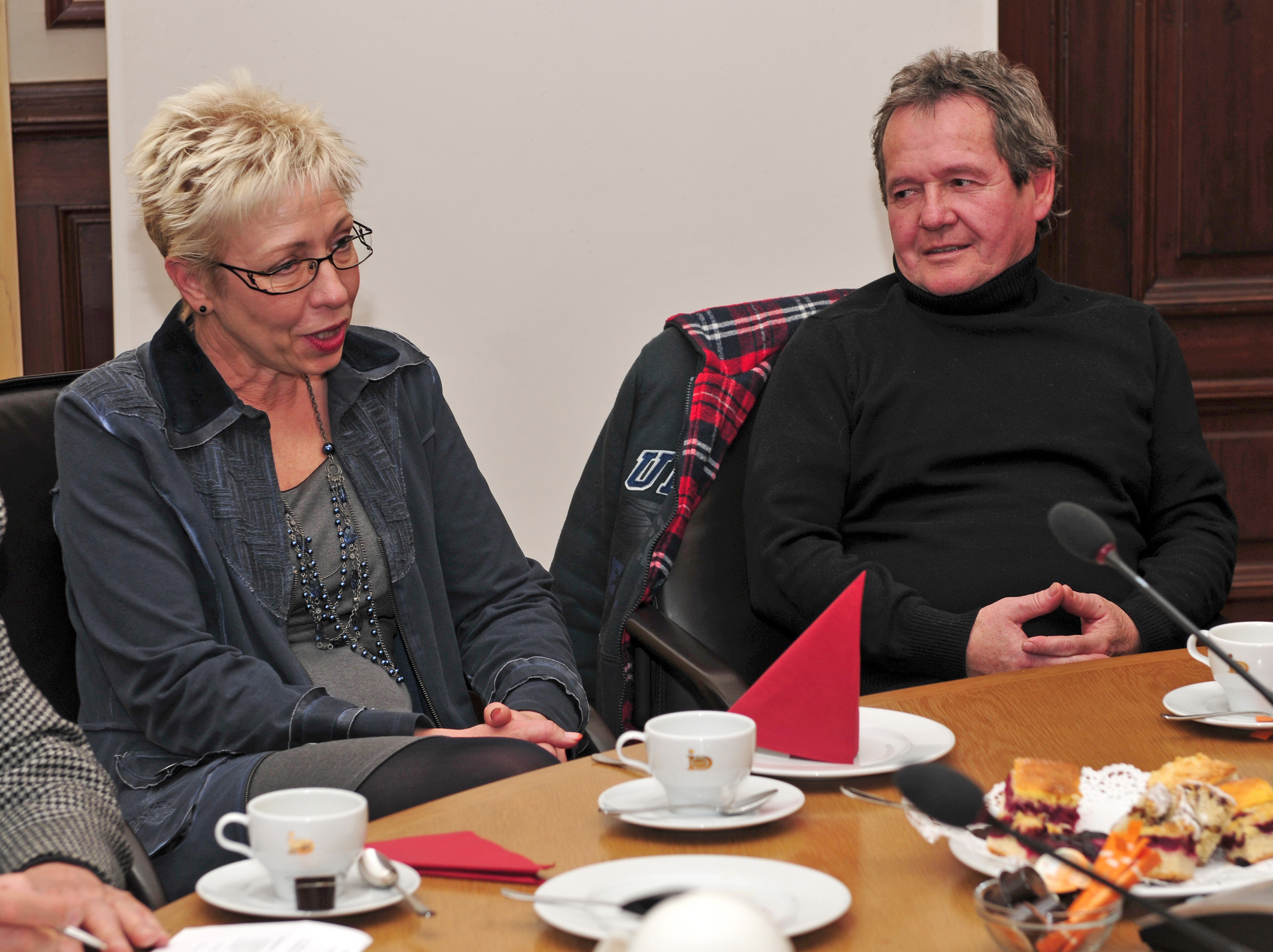
Sylvia Bretschneider, Landtagspräsidentin von Mecklenburg-Vorpommern und Zdeněk Měšťan 2013 in Schwerin

Zdeněk Měšťan (* 4. April 1950) ist ein ehemaliger tschechischer Sportler und Politiker.
Als Kind spielte er eine kleine Rolle im Spielfilm „Ve světě kolejí“ (deutsch: In einer Welt drumherum) des Filmstudios Barrandov. Von 1972 bis 1980 war er als Fußballer in der 2. tschechoslowakischen Liga für Dynamo České Budějovice tätig.
Měšťan studierte 1985 bis 1989 Politikwissenschaften an der Wirtschaftsuniversität Prag und promovierte 1989. Zdeněk Měšťan ist Mitglied der Komunistická strana Čech a Moravy (deutsch: Kommunistische Partei Böhmens und Mährens, KSČM). Von 1998 bis 2006 war er Assistent des Vizepräsidenten des tschechischen Abgeordnetenhauses, Vojtěch Filip, dem heutigen Vorsitzenden der KSČM.

## Fußnote
1. ↑  Showbiz.cz

| Personendaten    | Personendaten                        |
| ---------------- | ------------------------------------ |
| NAME             | Měšťan, Zdeněk                       |
| KURZBESCHREIBUNG | tschechischer Sportler und Politiker |
| GEBURTSDATUM     | 4. April 1950                        |